# پرهیز از برخورد سیارک

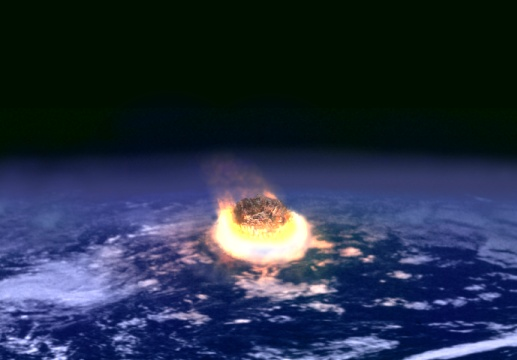
یک نگاره هنری از یک برخورد بزرگ، برخوردی میان زمین و یک سیارک با قطری در حدود چند کیلومترمی تواند انرژی آزاد کند که با انفجار همزمان چندین میلیون سلاح اتمی برابری کند.

پرهیز از برخورد سیارک (به انگلیسی: Asteroid impact avoidance) در بردارنده روش‌هایی است که با به‌کارگیری آنها اجسام نزدیک زمین که در مسیری حرکت می‌کنند که امکان برخورد با زمین را دارند، می‌توانند منحرف شوند و بدین روش از رویدادهای برخوردی ویرانگر جلوگیری شود. برخورد یک سیارک بزرگ یا دیگر اجسام نزدیک زمین می‌تواند بسته به محل برخورد، سونامی‌های بزرگ یا طوفان‌های آتشین یا زمستان برخوردی ایجاد کند.
برخوردی که ۶۶ میلیون سال پیش میان زمین و یک جسم ۱۰ کیلومتری رخ داد گمان می‌رود که باعث ایجاد دهانه چیکشلوب و رویداد انقراض کرتاسه-پالئوژن شده باشد در بسیاری از جوامع علمی به عنوان علت انقراض بیشتر دایناسورها تلقی می‌شود.
اگرچه امکان یک برخورد بزرگ در آینده نزدیک بسیار پایین است، تقریباً محتمل است که یک برخورد سرانجام رخ خواهد داد مگر آنکه اقدامات پدافندی صورت بگیرد. رخدادهای نجومی همچون برخورد دنباله‌دار شومیکر-لوی ۹ به مشتری یا برخورد شهاب‌سنگ چلیابینسک به روسیه، نگاه‌ها را به سوی تهدیدات این چنینی برگرداند.
در سال ۲۰۱۶ یک دانشمند ناسا هشدار داد که زمین آماده چنین رویدادی نیست.در آوریل ۲۰۱۸، بنیاد بی ۶۱۲ گزارش داد «این بنیاد ۱۰۰ درصد مطمئن است که ما یک برخورد ویرانگر خواهیم داشت ولی ما ۱۰۰ درصد مطمئن نیستیم که چه زمانی.»همچنین در سال ۲۰۱۸، استیون هاوکینگ در کتاب پایانی خود، پاسخ‌های کوتاه به پرسش‌های بزرگ، برخورد یک سیارک به زمین را بزرگترین تهدید برای زمین دانست. چندین راه برای پرهیز از برخورد سیارک‌ها معرفی شده‌اند. با این حال، در مارس ۲۰۱۹ دانشمندان گزارش دادند که نابود کردن سیارک‌ها بسیار دشوارتر از آن است که پیشتر پنداشته می‌شد. افزون بر این، یک سیارک ممکن است پس از آشفته شدن به علت گرانش دوباره سرهم شود. در سال ۲۰۲۱ ستاره شناسان ناسا گزارش دادند که ۵ تا ۱۰ سال زمان برای پرهیز از یک برخورد شبیه‌سازی شده، نیاز است.